# Rössenbergheide – Külsenmoor
Rössenbergheide-Külsenmoor ist ein Naturschutzgebiet in der niedersächsischen Gemeinde Dedelstorf in der Samtgemeinde Hankensbüttel im Landkreis Gifhorn.
Das Naturschutzgebiet mit dem Kennzeichen NSG BR 067 ist 214 Hektar groß. Es ist vollständig Bestandteil des FFH-Gebietes „Rössenbergheide – Külsenmoor, Heiliger Hain“. Im Süden grenzt es an das Naturschutzgebiet „Niederungsbereich Oerrelbach“.
Das Naturschutzgebiet liegt nördlich von Wahrenholz am Ostrand eines eiszeitlichen Grundmoränenzuges. Zusammen mit den Naturschutzgebieten „Niederungsbereich Oerrelbach“ und „Heiliger Hain“ bildet es einen bedeutenden Heide- und Übergangsmoorkomplex.
Das Naturschutzgebiet umfasst zur Niederung des Oerrelbachs abfallende Geesthänge und einen Teilbereich der Oerrelbachniederung. Den Geesthängen sind Quellmoore vorgelagert. Der Niederungsbereich sind moorige Bereiche mit Moorwäldern, Moorheiden und Torfstichen vorherrschend, außerdem sind Grünlandbereiche und sumpfige Flächen auf Niedermoorstandorten zu finden. Die Moorbereiche entwässern zum Oerrelbach, der von Erlengebüschen gesäumt wird.
Die trockenen Gebiete auf den Geesthügeln sind mit Sandheiden und Kiefernwäldern bewachsen. Die Heideflächen werden durch Pflegemaßnahmen erhalten.
Im Westen durchquert die Kreisstraße 7 zwischen Wesendorf und Hankensbüttel das Naturschutzgebiet.
Das Gebiet steht seit dem 3. Juli 1985 unter Naturschutz. Zuständige untere Naturschutzbehörde ist der Landkreis Gifhorn.